# Bruno Heller
Bruno Heller (London, 1960 –) angol forgatókönyvíró, producer és rendező. Ismertebb alkotásai közé tartozik a Róma és A mentalista.
Apja, Lukas Heller német-zsidó bevándorló volt, aki szintén forgatókönyvíróként dolgozott. Bruno Heller a sussexi egyetemen végzett. 1993-ban feleségül vette Miranda Phillips Cowleyt, akitől két gyereke született.

## Fordítás
- Ez a szócikk részben vagy egészben  a   Bruno Heller című angol Wikipédia-szócikk ezen változatának fordításán alapul.  Az eredeti cikk szerkesztőit annak laptörténete sorolja fel. Ez a jelzés csupán a megfogalmazás eredetét és a szerzői jogokat jelzi, nem szolgál a cikkben szereplő információk forrásmegjelöléseként.